# 刘玉顺
刘玉顺（1954年7月—），河北武邑人。曾任中共四川省委政法委书记，中共十七大代表。
1978年加入中国共产党。河北省衡水师范专科学校毕业，河北大学世界经济专业硕士研究生学历。历任中共河北省邯郸县委副书记，县委副书记、县长，县委书记；河北省司法厅副厅长，省人民政府法制办公室主任，省纪委副书记，省公安厅厅长；四川省高级人民法院党组书记、副院长、代院长、院长等职。2011年10月获任中共四川省委常委，11月兼任省委政法委书记。2015年4月，不再担任四川省委常委。2015年6月，任河北省政府党组成员。